# La verdad sobre el caso Enron
La verdad sobre el caso Enron es una película para la televisión estadounidense, dirigida por Penelope Spheeris y estrenada en el año 2005. Trata el crecimiento, el fraude y posterior caída de la empresa estadounidense Enron Corp.

## Argumento
La compañía norteamericana Enron, con sede en Texas, se ha convertido en una de las empresas más poderosas del país de la noche a la mañana. Sin embargo, un joven empleado recién incorporado descubre asuntos bastante turbios que acaban por desestabilizar el aparente equilibrio de Enron, a la que la avaricia de sus dirigentes, ha conducido a la perdición. 